# غابري هيرد
الجنرال غابري هيرد،هو القائد الأعلى للقوات العسكرية الإثيوبية في الصومال. انتُقد الجنرال جابري بسبب الاستخدام العشوائي للجيش الإثيوبي للأسلحة الثقيلة في المناطق المدنية، واستخدام هذه الأسلحة في الهجمات الانتقامية على المناطق التي يشتبه في أن قوات المتمردين تعمل فيها.
في 12 أغسطس 2009 تم إعفاء الجنرال غابري، واستدعاؤه إلى إثيوبيا، بسبب فشله في الحفاظ على النظام في الصومال، وبسبب الاشتباه في قتل وتشريد الآلاف من المدنيين الصوماليين، وشائعات عن تورطه في فضائح مالية مختلفة، بما في ذلك ابتزاز الرئيس الصومالي ورئيس الوزراء ومختلف رجال الأعمال الصوماليين.